# بری دلف
بری دلف (انگلیسی: Barrie Delf؛ زادهٔ ۵ ژوئن ۱۹۶۱) بازیکن فوتبال اهل بریتانیا است.
از باشگاه‌هایی که در آن بازی کرده‌است می‌توان به باشگاه فوتبال دارتفورد، باشگاه فوتبال ساوتند یونایتد، و باشگاه فوتبال گرایس اتلتیک اشاره کرد.